# دوري هونغ كونغ لكرة القدم 1949–50
دوري هونغ كونغ لكرة القدم 1949–50 هو الموسم 5 من دوري هونغ كونغ لكرة القدم ‏. كان عدد الأندية المشاركة فيه 13، وفاز فيه نادي كيتشي.